# Rupert Evans
Rupert Evans (Staffordshire; 9 de marzo de 1977) es un actor británico que ha trabajado en televisión, cine y teatro. Es miembro de la Royal Shakespeare Company.

## Vida personal
Nació en Staffordshire, Inglaterra, cerca de Stoke-on-Trent y fue educado en la Bilton Grange School, una escuela de internado en el pueblo de Dunchurch.

## Carrera
Al principio de su carrera apareció en el drama Crime and Punishment, protagonizado por John Simm y en North and South, protagonizada por Richard Armitage. Su primer papel importante fue como el agente del FBI John Myers en la adaptación fílmica de Hellboy, dirigida por Guillermo del Toro.

## Filmografía

### Teatro
- Venetian Heat
- Macbeth
- Sweet Panic (2003)
- Breathing Corpses (2005)
- Romeo y Julieta (2006) como Romeo
- Kiss of the Spider Woman (2007)
- Fear (2013)
- Charmed (2018)

### Cine
- Hellboy (2004), como el Agente del FBI John Myers
- Ágora (2009), como Sinesio de Cirene, obispo de Cirene
- Elfie Hopkins (2012), como Mr. Gammon
- The Canal (2014), como David
- Belly of the Bulldog (2015), como Reeves
- The Boy (2016), como Malcolm
- American Pastoral (2016), como Jerry Levov

### Televisión
- Norte y Sur (2004), como Frederick Hale
- Emma (2009), como Frank Churchill
- Agatha Christie's Poirot, como Harold Waring
- The Village (2013–2014) como Edmund Allingham (12 episodios)
- The Man in the High Castle (2015-2018), como Frank Frink
- Charmed (2018-2022), como Harry, luz blanca de las Embrujadas
- Bridgerton (2022-presente), como Edmund Bridgerton